# Pendleton (Nowy Jork)
Pendleton – miasto w Stanach Zjednoczonych, w stanie Nowy Jork, w hrabstwie Niagara.